# St. Nikolaus (Thalmassing)

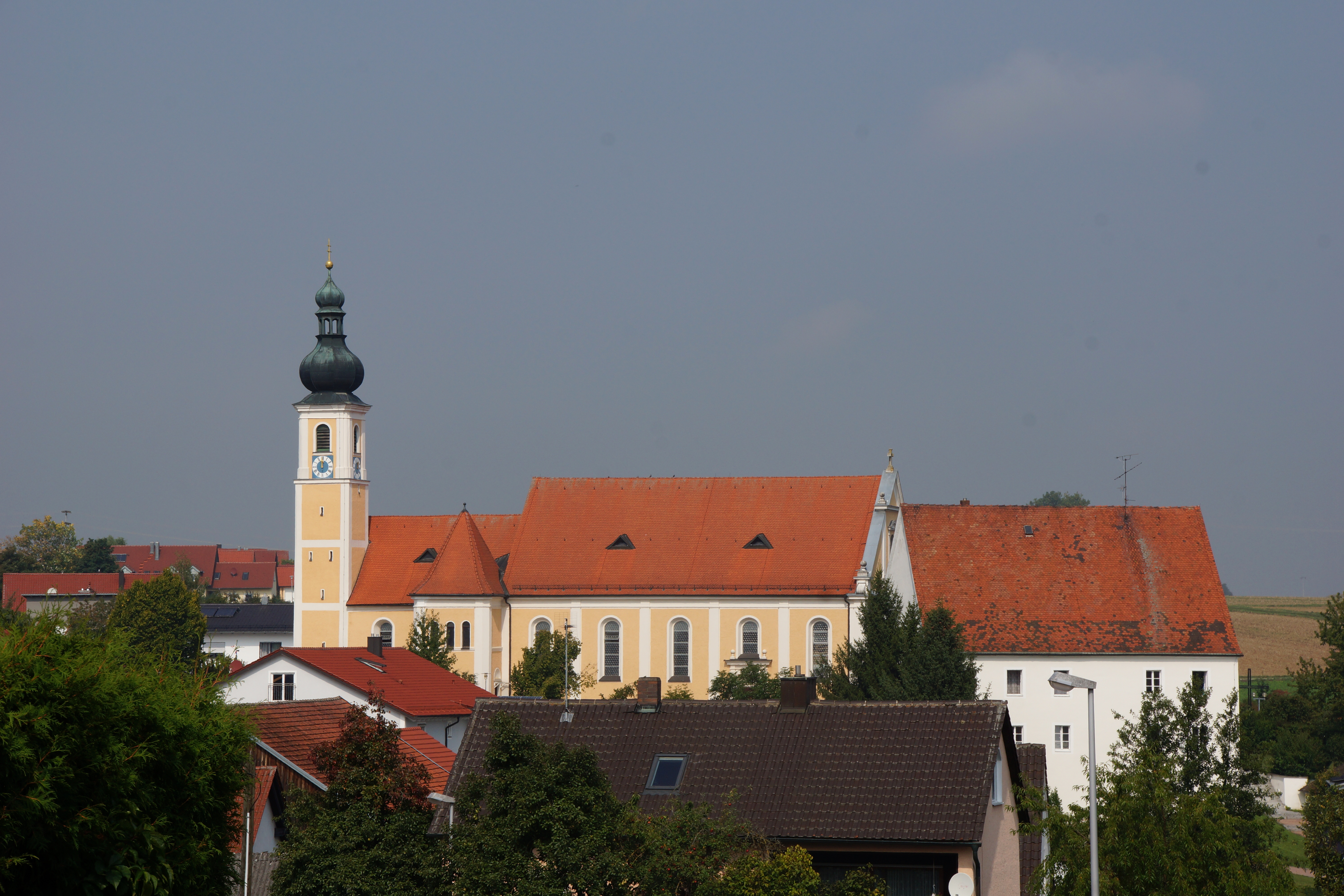
St. Nikolaus (Thalmassing)

Die römisch-katholische, denkmalgeschützte Pfarrkirche St. Petrus steht in Thalmassing, einer Gemeinde im Landkreis Regensburg in der Oberpfalz. Sie ist dem Bistum Regensburg zugeordnet. Das Bauwerk ist unter der Denkmalnummer D-3-75-205-4 als Baudenkmal in die Bayerische Denkmalliste eingetragen.

## Beschreibung
Die neobarocke Saalkirche wurde 1901 erbaut. Die besteht aus einem Langhaus, einem eingezogenen, gerade geschlossenen Chor im Westen, einem Kirchturm an der Südwestecke des Chors, die beide im Kern mittelalterlich sind, und einem Treppenturm in der südlichen Ecke von Langhaus und Chor. Der Kirchturm wurde im Zuge des Neubaus mit einem Geschoss aufgestockt, das die Turmuhr und den Glockenstuhl mit vier Kirchenglocken beherbergt, und mit einer Zwiebelhaube bedeckt, die von einer Laterne bekrönt wird.
Der Innenraum des Langhauses ist mit einer Flachdecke mit Hohlkehle überspannt. Auf dem Fresko an der Decke des Chors ist die Krönung Mariens dargestellt. Zur Kirchenausstattung gehören u. a. ein Hochaltar, auf dessen Altarretabel der heilige Nikolaus zu sehen ist, und eine Pietà aus der 1. Hälfte des 15. Jahrhunderts. Die Orgel ist ein Werk von Willibald Siemann von 1902. Sie verfügt über zehn Register auf zwei Manualen und Pedal.